# Lusztig Antónia
Lusztig Antónia, Iszályné (1966. augusztus 19. –) válogatott labdarúgó, hátvéd.

## Pályafutása

### A válogatottban
1986 és 1990 között két alkalommal szerepelt a válogatottban.

## Statisztika

### Mérkőzései a válogatottban
| Magyarország | Magyarország         | Magyarország | Magyarország  | Magyarország | Magyarország | Magyarország | Magyarország | Magyarország |
| #            | Dátum                | Helyszín     | Hazai         | Eredmény     | Vendég       | Kiírás       | Gólok        | Esemény      |
| ------------ | -------------------- | ------------ | ------------- | ------------ | ------------ | ------------ | ------------ | ------------ |
| 1.           | 1986. szeptember 27. | Kaposvár     | Magyarország  | 5 – 1        | Jugoszlávia  | barátságos   | -            | 57'          |
| 2.           | 1990. szeptember 29. | Varannó      | Csehszlovákia | 3 – 0        | Magyarország | Eb-selejtező | -            |              |
|              | Összesen             |              |               | 2            | mérkőzés     |              | 0            | gól          |